# Френк Меркавскі
Френсіс Гьюз «Френк» Меркавскі (англ. Francis Hughes «Frank» Murkowski; нар. 28 березня 1933, Сіетл, Вашингтон) — американський політик-республіканець польського походження, сенатор США від штату Аляска з 1981 по 2002 і губернатор цього штату з 2002 по 2006. Батько політика Лізи Меркавскі.
Навчався в Університеті Санта-Клари і Університеті Сіетла, до 1957 року працював у Береговій охороні США, вів банківську діяльність.
У 1966 році Меркавскі став комісаром економічного розвитку Аляски (у 33 роки — наймолодший комісар на той момент). У 1971 він став президентом Alaska National Bank of the North, був головою декількох банківських асоціацій. У 1970 він намагався стати членом Палати представників США, але зазнав поразки від демократа Ніка Бегича.